# Пудасъярви
Пу́дасъя́рви (фин. Pudasjärvi) — город в провинции Северная Похьянмаа в Финляндии. Расположен на берегах реки Иййоки. Население города составляет 8 924 человек, плотность — 1,58 человека/км². Площадь составляет 5 867,23 км², из которых 228,62 км² занято водоёмами.

## География
Пудасъярви расположен в Северной Финляндии, в ляни Оулу, провинция Похйойс-Похьянмаа (фин.- Pohjois-Pohjanmaa). Площадь города — 5 867,09 км²., из которых 229,07 км². покрыто водой.
Природа Пудасъярви очень разнообразна. Южная и Западная части — это болота, разрезаемые островками северного леса. Область вокруг Пудасъярви — одна из самых болотистых во всей Финляндии. Более 200 км². территории Пудасъярви покрыто водой. Река Иийоки пересекает город с востока на запад. Самая высокая точка — гора Исо-Сюоте (фин. -Iso-Syöte). Леса — преимущественно хвойные.

## История
Первыми обитателями этой земли были саамы, коренное население Лапландии. От них сохранились многие названия близлежащих деревень (например, Puhos, Lapinniemi). В XIII веке на территории Ботнического залива жили карелы и каянцы (видимо, финские переселенцы).

### В составе Шведского королевства
Река Иийоки использовалась как один из торговых путей между Карелией и Эстерботнией (северо-восточное побережье Ботнического залива). В 1570-х несколько семей из Саво поселились в бассейнах рек Иийоки и Ливойоки.
В 1639 году Пудасъярви получил статус независимого викариата. С этого момента можно говорить о Пудасъярви, как о сформировавшемся поселении.

### Великое княжество Финляндское
В XVI—XIX веках население росло крайне медленно из-за тяжёлых условий жизни (нередко местные жители при выпечке хлеба добавляли в муку кору деревьев для того, чтобы увеличить объём самой муки). Единственными средствами к пропитанию были земледелие, охота, рыбная ловля и разведение северных оленей. Вплоть до XX века единственными предприятиями в городе были мельницы и лесопилка. В 1903 году в городе появилась первая телефонная линия, насчитывавшая 18 абонентов.

### Независимая Финляндия
В 1940-х годах началась электрификация города.

## Население
По состоянию на 2006 год — 9380 человек. Плотность населения в городе — менее 2 человек на 1 кв. километр. В центре города (Куренала) компактно проживает ок. 5000 человек, остальное население рассредоточено в радиусе нескольких десятков километров вокруг Куреналы.
В январе 2012 года руководством муниципалитета предприняты шаги по привлечению в город на постоянное место жительства иммигрантов и увеличения их количества с 1 % до 10 % от общей численности коренного населения.

## Экономика

### Туризм
На сопке Исо-Сюёте работает одноимённый горнолыжный курорт.